# Primula urticifolia
Primula urticifolia är en viveväxtart som beskrevs av Carl Maximowicz. Primula urticifolia ingår i släktet vivor, och familjen viveväxter. Inga underarter finns listade i Catalogue of Life.